# Antonio Daniloski
Antonio „cyx“ Daniloski (* 10. Juli 1990; † 28. Juli 2010 in Lüdenscheid) war ein deutscher Counter-Strike-Spieler. Er stand seit Juli 2007 bei dem E-Sport-Clan mousesports unter Vertrag. Zusammen mit seinem Team gewann er fünfmal in Folge die ESL Pro Series und erreichte mehrere Spitzenplatzierungen in internationalen Meisterschaften. Ebenso war er ein fester Bestandteil der deutschen Nationalmannschaft. Im Jahr 2008 wurde er mit dem eSports Award in der Kategorie Newcomer/Breakthrough of the Year ausgezeichnet. Er galt als einer der besten Counter-Strike-Spieler der Welt.
Am 28. Juli 2010 kam Daniloski im Alter von 20 Jahren bei einem Autounfall als Beifahrer ums Leben. Auf der Rückfahrt vom Flughafen Frankfurt Main kam sein Fahrzeug durch einen Reifenschaden von der Fahrbahn ab und rutschte unter der äußeren Schutzplanke hindurch. Er erlag seinen Verletzungen im Krankenhaus. Wenige Stunden zuvor sollte Daniloski mit seiner Mannschaft nach Shanghai fliegen, um an einer Global Challenge der ESL Intel Extreme Masters teilzunehmen. Er verpasste den Flug und sollte am darauf folgenden Morgen nachreisen.

## Teams
- Headshot Connection (April 2005 – Juli 2005)
- paranoia.cs (Juli 2005 – Mai 2006)
- unafraid (Mai 2005 – Februar 2006)
- neXus Gaming (Februar 2006 – Juni 2006)
- endeffect (Juli 2006 – Dezember 2006)
- Geelife/360eSports (Januar 2007 – Juni 2007)
- mousesports (Juli 2007 – Juli 2010)

## Erfolge (Auszug)
- Fünfmaliger deutscher Meister der ESL Pro Series (Seasons 12, 13, 14, 15 und 16)
- ESL Intel Extreme Masters II: 1. Platz
- ESWC Masters of Paris 2008: 3. Platz
- GameGune 2008: 2. Platz
- ESL Intel Extreme Masters III GC Dubai: 1. Platz
- World e-Sports Masters 2008: 2. Platz
- ESWC Masters of Cheonan 2009: 3. Platz
- ESL Intel Extreme Masters IV European Championship: 1. Platz